# Władysław Łodej
Władysław Łodej (ur. 4 lutego 1904 we wsi Lubienia, zm. 31 grudnia 1942) – członek polskiego ruchu oporu zaangażowany w akcję pomocy Żydom, zamordowany wraz z rodziną przez okupantów niemieckich.

## Życiorys
Mieszkał wraz z rodziną we wsi Lubienia. Poślubił młodszą o rok Wiktorię Lis, która urodziła mu czworo dzieci: Edwarda Zdzisława (ur. 1928), Janinę (ur. 1930), Władysława (ur. 1934), Stanisława (ur. 1936).
Uczestniczył w kampanii wrześniowej. Po zakończeniu walk powrócił w rodzinne strony, gdzie wkrótce włączył się w działalność konspiracyjną. Według zeznań swojego powinowatego, miał nawet z tego powodu znaleźć się na liście osób poszukiwanych przez Niemców. Inne źródła wskazują natomiast, że powodem, dla którego musiał się ukrywać, były oskarżenia o kłusownictwo i kradzież 500 kg cementu.
W nieznanych okolicznościach Łodej zdołał nawiązać kontakt z Żydami z getta w Iłży, którzy pracowali w kopalni rudy żelaza „Władysław” na terenie nadleśnictwa Kutery. 5 sierpnia 1942 wraz ze swym bratankiem Feliksem oraz członkami spowinowaconej rodziny Jańców pomógł w ucieczce z getta grupie około 40 mężczyzn, kobiet i dzieci, której przywódcą był Chil Brawerman. Następnie wraz z rodziną na różne sposoby pomagał ukrywającym się w lasach uciekinierom, w szczególności dostarczał im żywność. W październiku 1942 dołączył do polsko-żydowskiego oddziału partyzanckiego Gwardii Ludowej dowodzonego przez Stanisława Olczyka ps. „Garbaty” (oddział ten zorganizowano na bazie grupy Brawermana).
W listopadzie 1942 oddział „Garbatego” przeprowadził kilka akcji bojowych, które miały na celu zdobycie broni i zaopatrzenia. Ich znaczenie militarne było bardzo niewielkie, niemniej do tego stopnia zaniepokoiły one Niemców, że władze policyjne powiatu starachowickiego podjęły decyzję o przeprowadzeniu w lasach zakrojonej na szeroką skalę obławy. 3 lub 6 grudnia 1942 niemiecka ekspedycja karna otoczyła partyzancki obóz na bagnach Klamocha. W nierównej walce poległo lub zostało zamordowanych ok. 50 partyzantów i żydowskich uciekinierów. Część oddziału, w tym Łodej, „Garbaty” i ranny w rękę Brawerman, zdołała wyrwać się z okrążenia.
Po zakończeniu obławy Niemcy rozpoczęli akcję represyjną wymierzoną w Polaków pomagających żydowskim uciekinierom. W połowie grudnia do Lubieni przybyli niemieccy żandarmi, którzy aresztowali żonę i dzieci Łodeja, a jego rodziców – Wojciecha i Mariannę – zamordowali w nie do końca wyjaśnionych okolicznościach. 21 grudnia Wiktorię wraz z czwórką dzieci rozstrzelano w lasach nadleśnictwa Marcule. Władysław Łodej przeżył swoich bliskich tylko o dziesięć dni. 31 grudnia 1942 został zatrzymany i zastrzelony przez „granatowego policjanta” z posterunku w Brodach Iłżeckich. Jego ciało pogrzebano w przydrożnym rowie nieopodal Połągwi.